# Igreja de São Carlos das Quatro Fontes
San Carlo alle Quattro Fontane ou Igreja de São Carlos nas Quatro Fontes, chamada também de San Carlino por causa de seu tamanho diminuto, é uma igreja de Roma, Itália, a primeira encomenda independente de Francesco Borromini na cidade. É uma obra-prima da arquitetura barroca, construída como parte de um complexo de edifícios monásticos no Monte Quirinal habitado por trinitários espanhóis, uma ordem dedicada à libertação de escravos cristãos. Ele recebeu a encomenda em 1634 do cardeal Francesco Barberini, cujo palácio ficava do outro lado da rua. Porém, o dinheiro acabou e o projeto sofreu muitas dificuldades financeiras. É uma entre pelo menos três igrejas em Roma dedicadas a São Carlos, incluindo San Carlo ai Catinari e San Carlo al Corso.
Na igreja está preservada a sepultura da beata Isabel Canori Mora.

## História
Os edifícios monásticos e o claustro foram construídos antes do início das obras na igreja, que duraram de 1638 a 1641. Cinco anos depois ela foi dedicada a São Carlos. Embora a ideia de uma fachada ondulante já tivesse sido posta em prática no início do Barroco, provavelmente em meados da década de 1630, ela só foi construída no final da vida de Borromini e a parte superior só terminou efetivamente depois de sua morte.
O local escolhido para a nova igreja e seu mosteiro foi o canto sudoeste da "Quattro Fontane", um cruzamento da Strada Pia com a Strada Felice decorada com fontes nos quatro cantos. A igreja oval de Bernini, Sant'Andrea al Quirinale, seria depois construída mais adiante na Strada Pia.

## Arquitetura e arte

### Exterior

Planta da igreja.

A fachada côncavo-convexa de San Carlo ondula de uma forma não-clássica. Altas colunas coríntias estão apoiadas em plintos e sustentam os entablamentos principais; estes elementos definem a estrutura básica da fachada, com dois andares divididos verticalmente em três seções. Entre as colunas, outras menores com seus próprios entablamentos estão por trâs das colunas principais e também emolduram nichos, janelas, uma variedade de esculturas, a porta principal, a edícula central ovalada do andar superior e o medalhão em moldura oval sustentado por anjos. Sobre a entrada principal, querubins circundam a figura central de São Carlos Borromeo, de Antonio Raggi, que está acompanhado por São João de Matha de um lado e São Félix de Valois do outro, os fundadores da ordem dos trinitários.
O local onde a igreja foi construída era apertado e difícil de trabalhar; a igreja fica num canto com o claustro ao lado e ambos estão de frente para a Via Pia.

### Interior
O interior é tão extraordinário quanto complexo. Três principais seções podem ser identificadas verticalmente: a ordem mais baixa no nível da rua, a zona de transição onde estão os pendículos e a cúpula oval em caixotões com sua lanterna oval.
Na seção inferior da igreja, o altar-mor está no mesmo eixo longitudinal da porta e há mais dois altares no eixo transverso, um em cada ponta. Um deles é dedicado a São Miguel de Sanctis e o outro, a São João Batista da Conceição. Entre eles, arrumadas em grupos de quatro, dezesseis colunas sustentam um largo e contínuo entablamento. O arranjo parece ser uma referência a uma planta cruciforme, mas todos os altares são visíveis pois as duas colunas centrais em cada arranjo de quatro estão colocadas em posição oblíqua em relação ordenamento axial do espaço, o que cria um efeito de movimento ondulante que é aumentado pela variação no tratamento dado às baias entre as colunas, variando entre nichos, molduras e portas. Historiadores da arquitetura descrevem como a estrutura de baias desta ordem mais baixa podem gerar diferentes leituras rítmicas e também o racional geométrico subjacente para esta complexa planta. Discutem também o simbolismo da igreja e os característicos desenhos arquiteturais de Borromini.
Os pendículo são parte da seção de transição onde a forma ondulada e quase-cruciforme da ordem mais baixa se reconcilia com a abertura oval da cúpula. Os arcos que nascem das colunas disposas diagonalmente da ordem inferior para emoldurar os altares e a entrada se elevam para encontrar o entablamento oval e assim definem o espaço dos pendínculos, nos quais estão pinturas ovais.

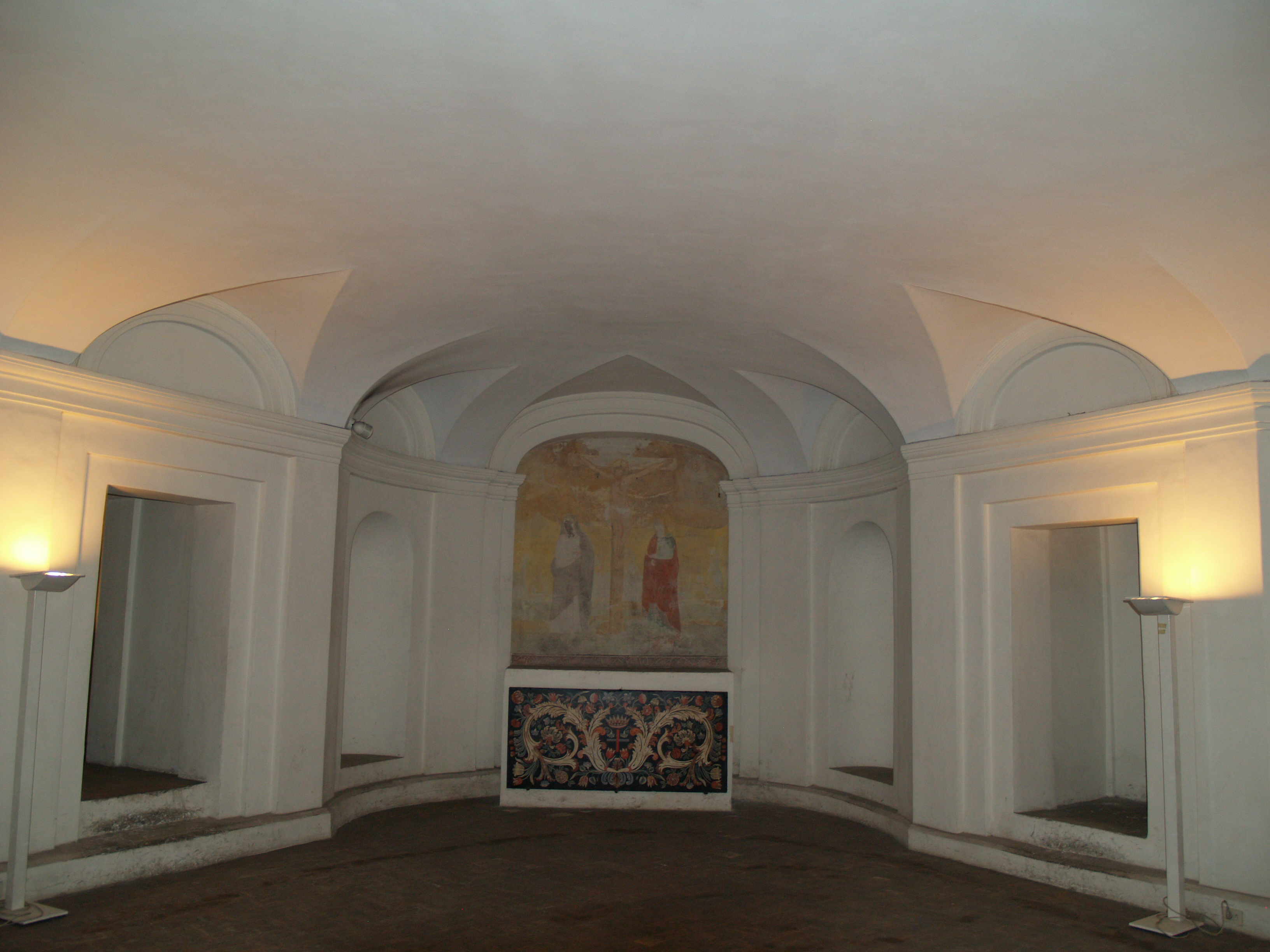
Cripta.

O entablamento oval da cúpula está "coroado" por folhagens e emoldura uma vista de caixotões profundos e interconectados em forma de octógonos, cruzes e hexágonos que diminuem em tamanho conforme a altura aumento. A luz penetra pelas janelas na parte inferior da cúpula, escondidas pela abertura oval, e pelas janelas nas laterais da lanterna. Na estrutura hierárquica da luz, a lanterna iluminada com seu um símbolo da Santíssima Trindade é a mais brilhante e os caixotões da cúpula adquirem um relevo profundo e bem-definido conforme a luz gradualmente se espalha para baixo para iluminar a ordem inferior, mais escura.
Dos lados da abside do altar-mor estão duas portas idênticas. A da direita leva ao convento, através do qual se chega às criptas no nível inferior. A da esquerda leva a uma capela exterior conhecida como "Capela Barberini", que abriga um santuário à beata Isabel Canori Mora.

### Cripta
A cripta abaixo tem o mesmo tamanho e formato da igreja e está coberta por uma abóbada baixa. Capelas irradiam deste espaço, inclusive uma capela octagonal no lado sudeste onde Borromini pretendia ser sepultado.

### Claustro
Ao lado da igreja está o claustro, um edifício de dois andares. O espaço é mais comprido ao longo do eixo da entrada do que largo, mas o formato retangular é interrompido pelos cantos cortados e, por isso, o espaço pode ser entendido como um octógono alongado. Mais complexidade foi alcançada pela variação no espaçamento entre as doze colunas que separam aberturas redondas e planas alternadamente, pela curvatura dos cantos e pela criativa balaustrada. Temas geométricos são reforçados pelo poço octogonal no centro do pátio, assentado sobre uma base oval, e pelos capiteis octogonais nas colunas do andar superior.
Atrás da igreja, o antigo refeitório, hoje a sacristia, tem cantos arredondados, uma abóbada transpassada e janelas na fachada do jardim, mas o edifício foi bastante alterado.

## Galeria

Imagens da igreja
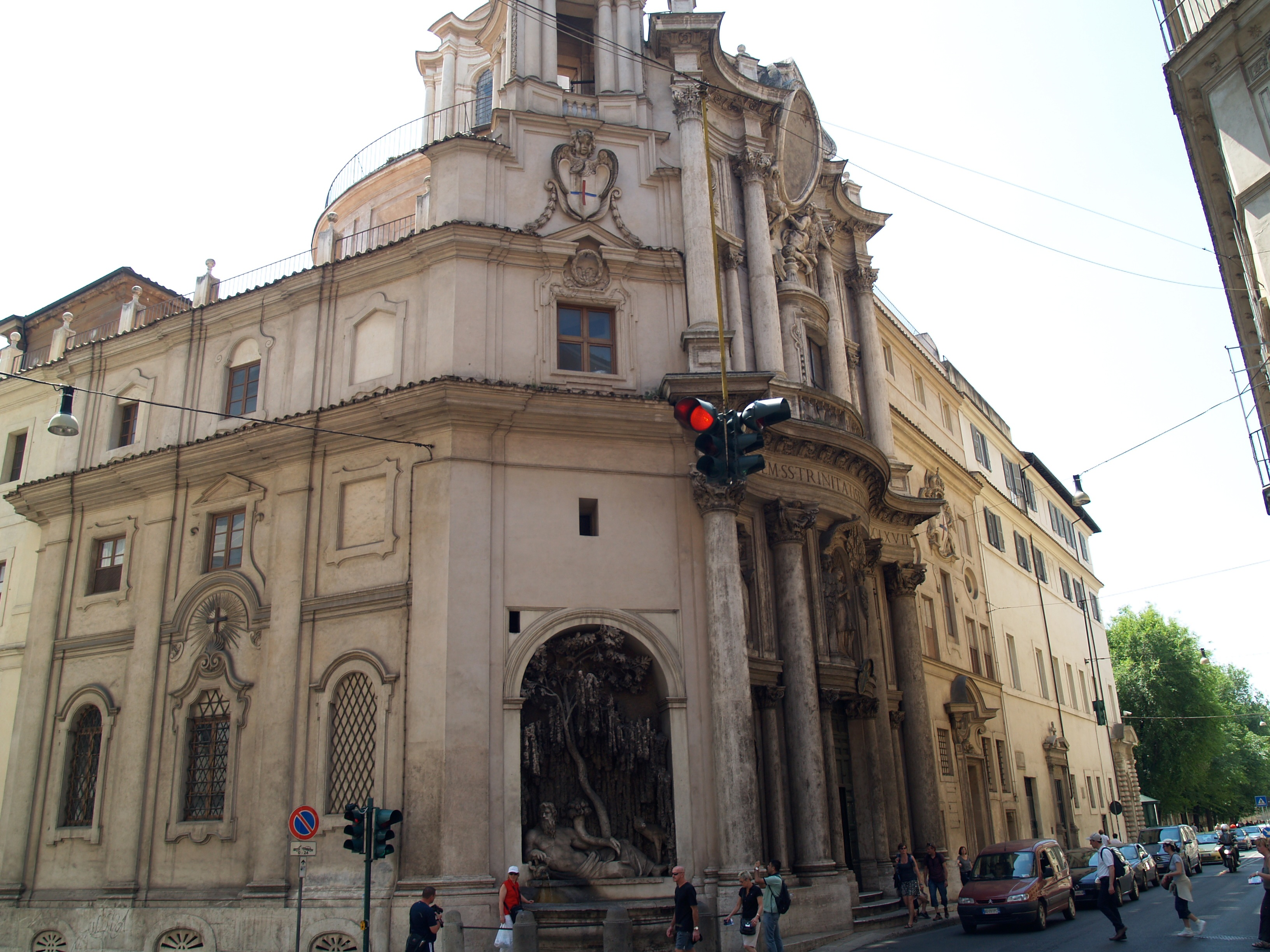
Vista da igreja encaixada no complexo do mosteiro, perto da Quattro Fontane.
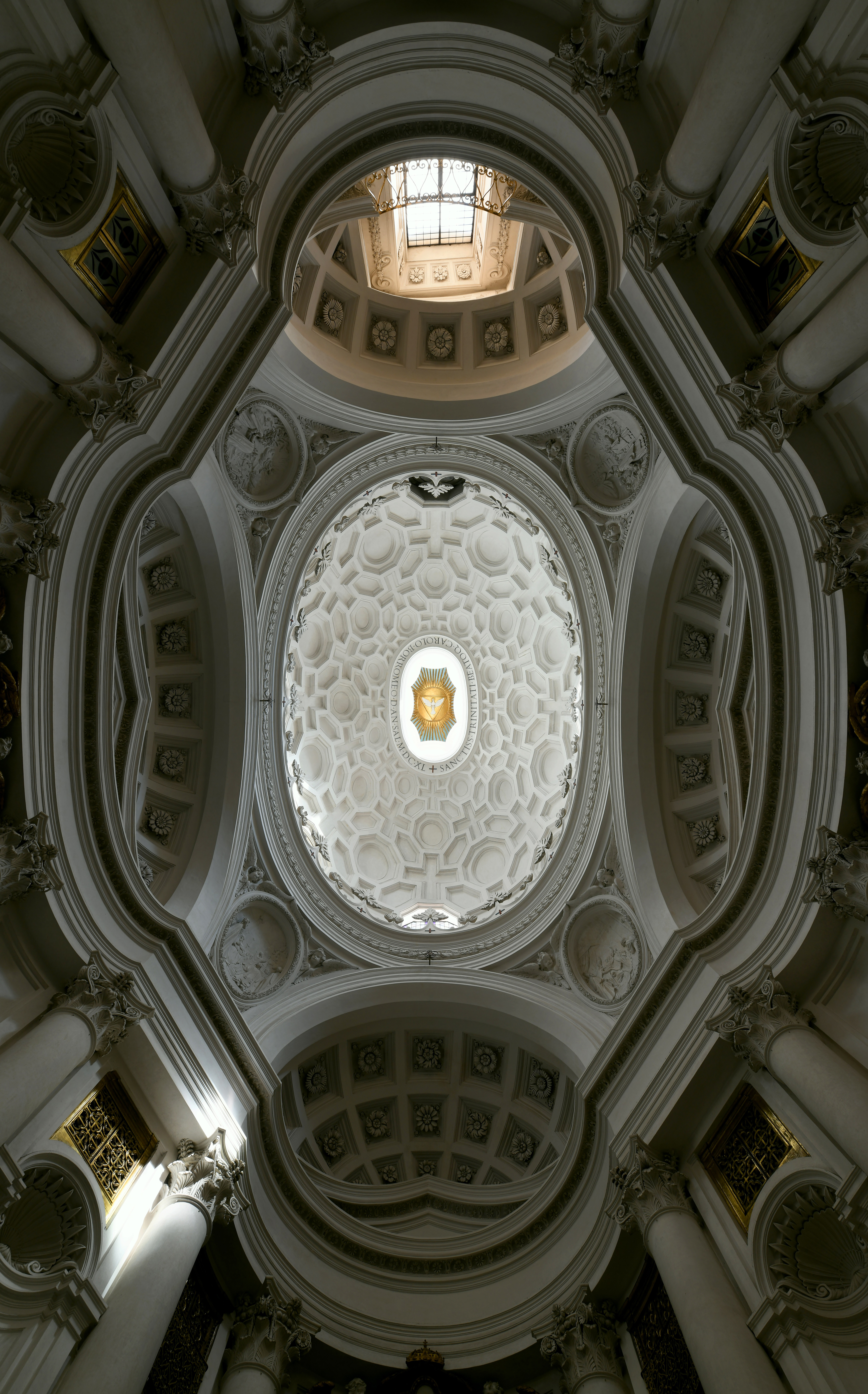
Interior da cúpula.
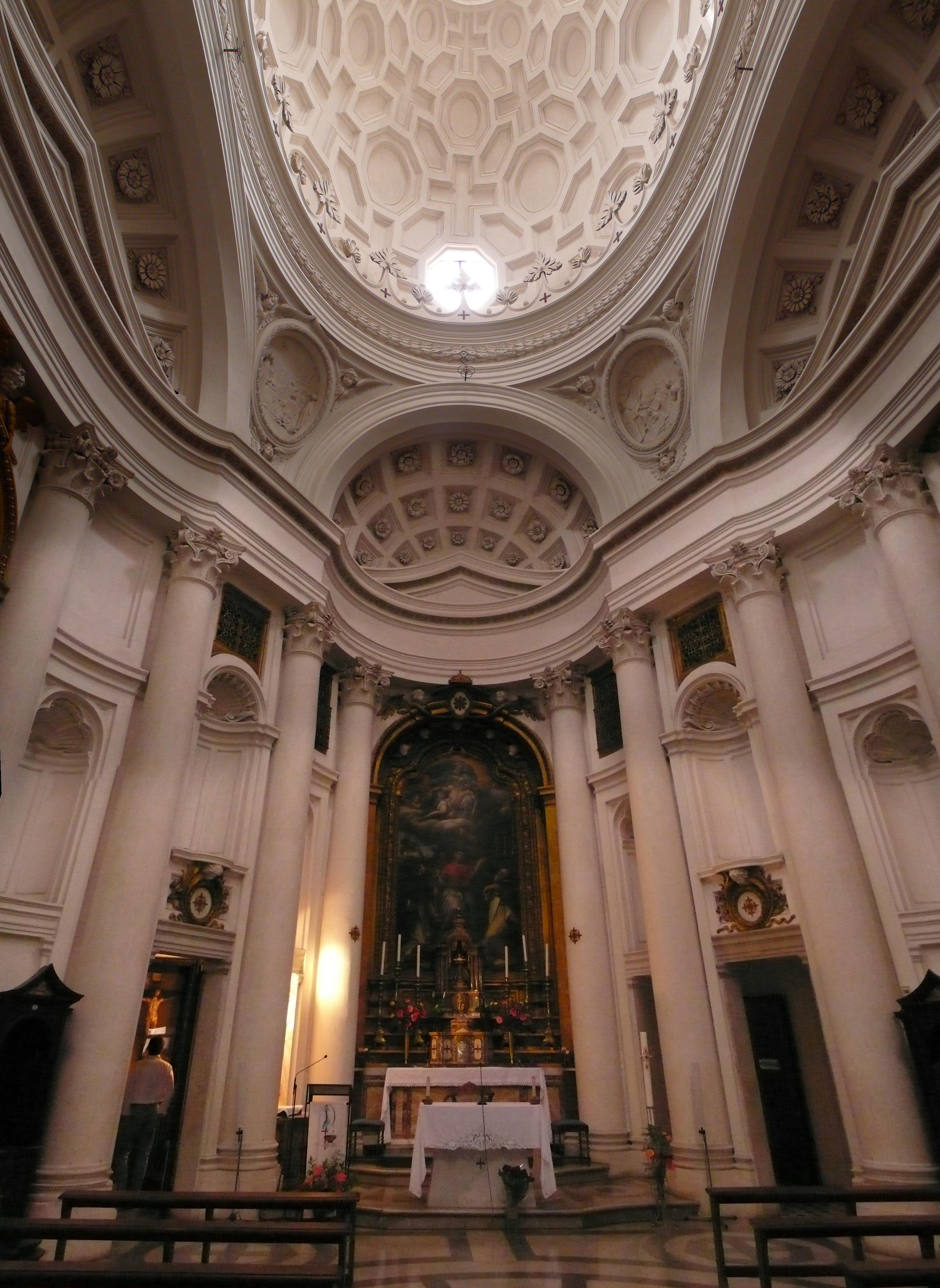
Vista do interior.
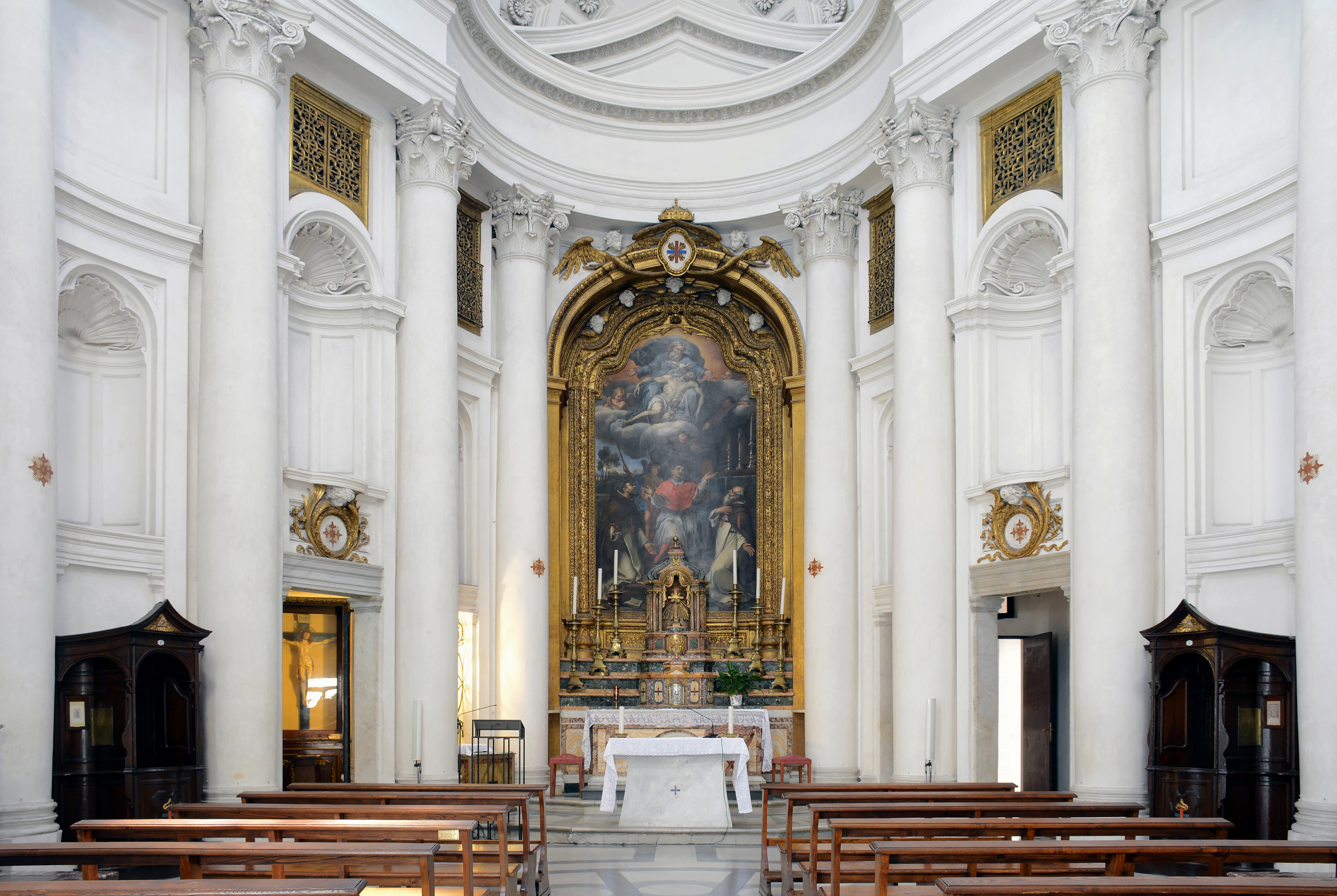
Altar-mor
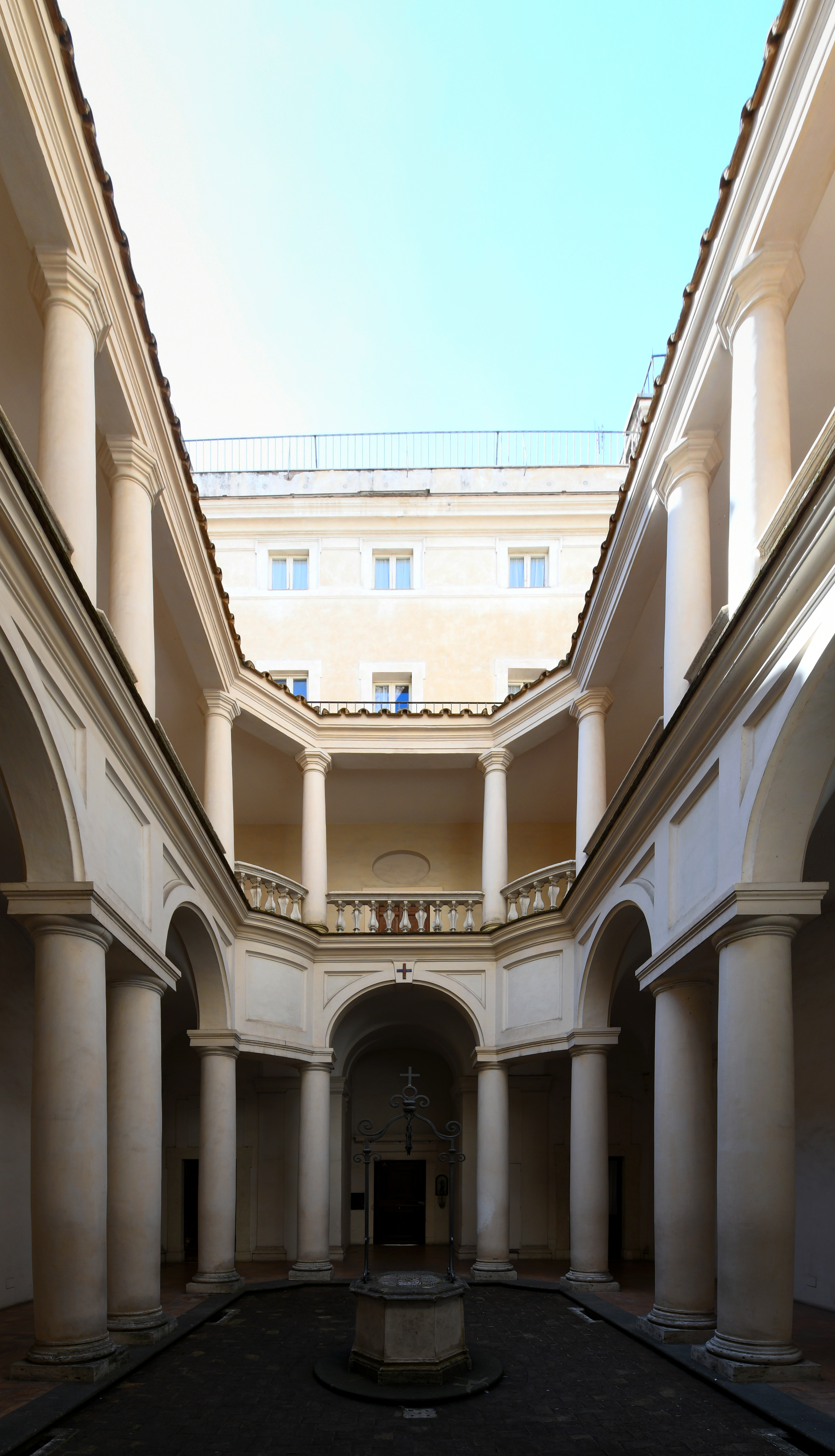
O diminuto claustro.